# Доротея Бранденбургская
Дороте́я Бранденбу́ргская (нем. Dorothea von Brandenburg, дат. Dorothea af Brandenburg, норв. Dorothea av Brandenburg, швед. Dorotea av Brandenburg, лат. Dorothea Brandenburgensis; 1430[…], маркграфство Бранденбург — 10 ноября 1495[…], Калуннборг, Дания) — немецкая принцесса из дома Гогенцоллернов, младшая дочь наследного курфюрста Бранденбурга Иоганна Алхимика и племянница императора Сигизмунда, в замужестве — королева Дании, Норвегии и Швеции. Прародительница королевской ветви Ольденбургского дома.

## Биография
Доротея фон Гогенцоллерн родилась 31 декабря 1430 года. Она была младшей дочерью Иоганна Алхимика, сына Фридриха I, маркграфа Бранденбургского от Елизаветы Баварской, и Барбары Саксен-Виттенбергской, дочери курфюрста Саксонии Рудольфа III Саксен-Виттенбергского от Анны Мейссенской.

### Королева Дании, Норвегии и Швеции (1445—1448)
В апреле 1445 года Иоганн Алхимик, от имени младшей дочери, заключил брачный договор с Кристофером III, королём Дании, Норвегии и Швеции. 12 сентября 1445 года в Копенгагене состоялась церемония бракосочетания. На свадьбу были приглашены представители дворянского сословия из всех стран Кальмарской унии. 14 сентября того же года Доротея Бранденбургская была коронована в Лундском соборе и стала королевой Дании, Норвегии и Швеции. Она получила феодальные владения в трёх королевствах и Верхнем Пфальце, обеспечивавшие ей содержание в размере 45 000 и 15 000 рейнских гульденов соответственно.
Брак оказался бездетным и продлился недолго. 5 января 1448 года Кристофер III внезапно умер в Хельсингборге. Доротея Бранденбургская решила передать власть риксроду, которому предстояло выбрать нового короля. Но ей не позволили. Во-первых, часть дворянского сословия не желала избрания монарха из местной элиты. Во-вторых, вдове короля полагалось «приданое королевы» — феодальные владения в трёх королевствах, и, в случае её отказа от власти, солидная денежная компенсация.
Государственный совет принял решение выдать Доротею Бранденбургскую замуж за следующего монарха. Иоганн Алхимик начал переговоры о замужестве дочери с королём Казимиром IV Польским и эрцгерцогом Альбрехтом VI Австрийским, братом императора Фридриха III. Но летом 1448 года риксрод избрал новым королём молодого графа Кристиана Ольденбургского, имевшего родственные связи с угасшими династиями Эстридсенов и Хорфагеров.

### Королева Дании (1449—1481) и Норвегии (1450—1481)
28 сентября 1448 года Кристиан Ольденбургский был провозглашён королём Дании под именем Кристиана I и 28 октября 1449 года женился на вдове своего предшественника, после чего оба были коронованы в церкви Богоматери. 13 мая 1450 года под тем же именем он был признан королём Норвегии и коронован в Тронхеймском соборе.
Выйдя замуж, Доротея Бранденбургская отказалась от прежних феодальных владений в Дании и Норвегии, получив взамен замок Калуннборг и остров Самсё в Дании и область Румерике в Норвегии. За владения в Швеции ей пришлось вести длительную борьбу, завершившуюся признанием её прав.
В 1460 году Кристиан I унаследовал герцогство Шлезвиг и графство Гольштейн, которое в 1474 году также было преобразовано в герцогство, и королева стала первой герцогиней и Шлезвига, и Гольштейна. Доротея Бранденбургская неоднократно, но тщетно претендовала на феоды покойного отца в Бранденбурге, который по смерти не оставил ничего, кроме долгов.
По свидетельствам современников, она имела трезвый практичный ум и твёрдый характер, помогавший ей отстаивать свои интересы. Королева оказывала большое влияние на мужа и правила королевствами от его имени, когда он находился в отъезде. Её умение вести хозяйство помогло погасить все долги супруга и выкупить заложенные им замки. В благодарность в 1479 году Кристиан I передал ей в ленное владение герцогство Гольштейн, а в следующем году и герцогство Шлезвиг.
Доротея Бранденбургская покровительствовала церкви. Она поддерживала францисканцев-обсервантов, для которых построила монастырь в Кёге и курировала строительство капеллы Святой Троицы в Роскилльском соборе. В 1474—1475 годах король и королева совершили паломничество в Рим, где их принял римский папа Сикст IV. На обратном пути они посетили Мантуанское маркграфство, правителем которого был свояк Кристиана I, Лудовико III Гонзага, и Доротея Бранденбургская встретилась с сестрой-маркграфиней. Она навестила её ещё раз, уже вдовой, во время паломничества в Рим в 1488 году.

### Королева Швеции (1457—1464)
После смерти Кристофера Баварского дворянское сословие Швеции отказалось признать своим королём Кристиана Ольденбургского и избрало нового монарха из местной элиты. Им стал Карл Кнутсон Бонде, который 20 июня 1448 года взошёл на престол Швеции под именем Карла VIII. 20 ноября 1449 года он также стал королём Норвегии под именем Карла I, но, не имея родственных связей с угасшей династией Хорфагероф, вскоре был низложен.
Карл VIII лишил Доротею Бранденбургскую феодальных владений на территории Швеции. Она попыталась решить эту проблему мирным путём на встрече представителей трёх королевств в Хальмстаде в 1450 году. Спустя год, между Данией и Норвегией с одной стороны и Швецией с другой. началась война. В 1455 году Доротея Бранденбургская обратилась к римскому папе с просьбой признать её право на феоды в Швеции. Война завершилась изгнанием Карла Кнутсона Бонде. 23 июня 1457 года в Упсальском соборе Кристиан I и его супруга были коронованы. Доротея Бранденбургская получила во владение провинции Нерке и Вермланд, а также солидную денежную компенсацию.
23 июня 1464 года, когда дворянское сословие Швеции снова признало королём Карла VIII, Доротея Бранденбургская снова лишилась своих владений, и опять начались переговоры, завершившиеся войной. В 1471 году, после поражения в войне по итогам битвы при Брункеберге, она снова апеллировала к Святому Престолу. Её интересы в Риме представлял кардинал-племянник. В 1475 году римский папа Сикст IV издал буллу, в которой потребовал от регента Стена Стуре Старшего удовлетворить все требования бывшей королевы. До самой смерти Доротеи Бранденбургской регенту угрожало отлучение от церкви.

### Регентша Шлезвиг-Гольштейна (1481—1494)
21 мая 1481 года Доротея Бранденбургская овдовела во второй раз. Резиденцией вдовствующей королевы стал замок Калуннборг. Ей по-прежнему принадлежали герцогства Шлезвиг и Гольштейн, которыми она правила от имени несовершеннолетнего младшего сына Фредерика, своего любимца. Есть мнение, что она даже пытались отравить старшего сына Ганса I, короля Дании и Норвегии, чтобы младший мог занять его место. Как когда-то на мужа, Доротея Бранденбургская продолжила оказывать влияние на короля-сына и риксрод. Она пыталась оставить Шлезвиг и Гольштейн младшему сыну, но, несмотря на приложенные ею усилия, в 1490 году герцогства пришлось разделить между обоими сыновьями. Окончательно разделение было закреплено в 1494 году на сейме в Калуннборге, незадолго до смерти вдовствующей королевы. Доротея Бранденбургская умерла в своём замке 25 ноября 1495 года и похоронена в Роскилльском соборе рядом со вторым мужем.

## Браки и потомство
12 сентября 1445 года в Копенгагене был заключён брак между принцессой Доротеей Бранденбургской и Кристофером III (26.2.1416 — 5.1.1448), королём Дании, Норвегии и Швеции, пфальцграфом Нойбурга и Ноймаркта, сыном Иоганна Баварского, пфальцграфа Ноймаркта и принцессы Екатерины Померанской. 5 января 1448 года она овдовела. Брак был бездетным.
28 октября 1449 года в Копенгагене был заключён брак между вдовствующей королевой Доротеей и Кристианом I (1416 — 21.5.1481), королём Дании, позднее королём Норвегии и королём Швеции, герцогом Шлезвиг-Гольштейна, графом Ольденбурга, сыном Дитриха Счастливого, графа Ольденбурга и Гельвиги Гольштейнской, герцогини Гольштейна и графини Шлезвига. В этом браке родились пятеро детей, из которых двое умерли в младенчестве:
- принц Олав Датский (1450—1451), умер в младенчестве;
- принц Кнуд Датский (1451—1455), умер в младенчестве;
- принц Ганс Датский (01.02.1455 — 20.02.1513), король Дании с 21 мая 1481 года и король Норвегии с 21 мая 1481 года под именем Иоганна I, король Швеции c 18 октября 1497 по 29 июля 1501 года под именем Юхана II, герцог Шлезвиг-Гольштейна, женился на принцессе Кристине Саксонской (25.12.1461 — 08.12.1521);
- принцесса Маргрете Датская (23.06.1456 — 14.07.1486), в замужестве королева Шотландии, жена Якова III (10.07.1451 — 11.06.1488), короля Шотландии;
- принц Фредерик Датский (07.10.1471 — 10.04.1533), король Дании с 26 марта 1523 года и король Норвегии с 23 августа 1524 года под именем Фредерика I, герцог Шлезвиг-Гольштейн-Готторпа, женился первым браком на принцессе Анне Бранденбургской (27.08.1487 — 03.05.1514), вторым браком на принцессе Софии Померанской (1498 — 13.05.1568)[24].